# اوگلاختی

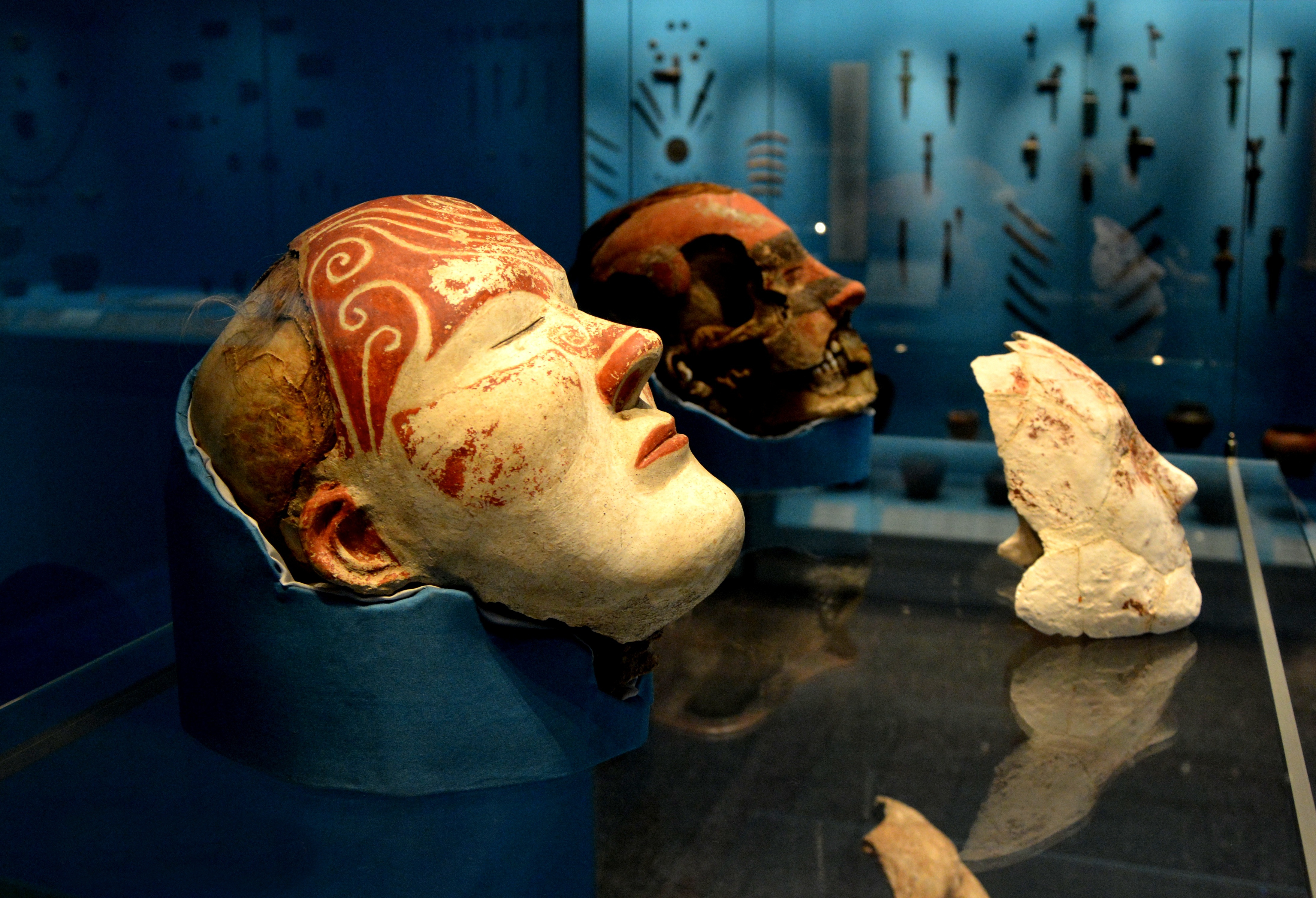
Tashtyk culture ماسک مرگ در موزه ارمیتاژ

اوگلاختی (انگلیسی: Oglakhty) یک رشته‌کوه و مجموعه‌ای تدفینی مربوط به فرهنگ تاشتیک است که در ۶۰ کیلومتری شمال مینوسینسک، خاکاسیا، روسیه، در ساحل راست رود ینی‌سئی قرار دارد. تدفین‌های اوگلاختی به قرن اول پیش از میلاد بازمی‌گردند. این محل برای اولین بار در سال ۱۹۰۳ توسط آ.و. آدریانوف بررسی شد. خشکی خاک و شرایط آب‌وهوایی مطلوب در این مکان باعث حفظ مواد فاسدشدنی از جمله چوب، چرم، خز و پارچه‌ها شده است. جایگاه ویژه‌ای در میان آثار یافت‌شده در مجموعه اوگلاختی، پارچه‌های جامد و تزئین‌شده چندرنگی دارند. این آثار در موزه ارمیتاژ سنت پترزبورگ نگهداری می‌شوند.